# 大和村 (新潟県南蒲原郡)
大和村（やまとむら）は、かつて新潟県南蒲原郡にあった村。

## 沿革
- 1889年（明治22年）4月1日 - 町村制の施行により、南蒲原郡小古瀬村、小古瀬新田、中曽根新田、渡前村、千把野新田、中興野新田、鍋島村、芹山村及び善久寺村の区域をもって、南蒲原郡小古瀬村（おごせむら）が発足する。
- 1891年（明治24年）7月17日 - 名称を大和村に変更する。
- 1901年（明治34年）11月1日 - 南蒲原郡大和村、福多村、鬼木村、尾崎村及び五加村が合併して、南蒲原郡福島村が発足する。